# Българи във Финландия
Българите във Финландия са над 1000 души.

## Култура
По финландските закони децата имат право на 2 часа седмично обучение по майчин език, преподаваните дисциплини са български език и литература.
Дружества
Български дружества са: Българско-финландско дружество – Хелзинки (от 1952), Клуб „България“ – Хелзинки (от 1994).
Печатни медии
- Вестник „Български вести“ – Хелзинки (от 1960)

Фолклорни състави
- Мартеница – Хелзинки (от 2001)